# Lophocampa eureka
Lophocampa eureka är en fjärilsart som beskrevs av Dyar 1904. Lophocampa eureka ingår i släktet Lophocampa och familjen björnspinnare. Inga underarter finns listade i Catalogue of Life.